# Novorepivka, Novotroiițke
Novorepivka (în ucraineană Новорепівка) este un sat în comuna Volodîmîro-Illinka din raionul Novotroiițke, regiunea Herson, Ucraina.

## Demografie
Componența lingvistică a localității Novorepivka
     Ucraineană (76,09%)
     Rusă (21,2%)
     Alte limbi (0,27%)
Conform recensământului din 2001, majoritatea populației localității Novorepivka era vorbitoare de ucraineană (76,09%), existând în minoritate și vorbitori de rusă (21,2%) și armeană (2,45%).